# Skrovlighetens reynoldstal
Skrovlighetens reynoldstal eller skrovlighetstalet är ett dimensionslöst tal som används vid bland annat turbulent rörströmning för att särskilja mellan hydraulisk glatta och hydraulisk råa rör.
{\displaystyle Re_{*}={\dfrac {v_{*}\cdot k_{e}}{\nu }}={\dfrac {k_{e}}{\nu }}\cdot {\sqrt {\dfrac {\tau _{o}}{\rho }}}={\dfrac {k_{e}\cdot {\bar {v}}}{\nu }}\cdot {\sqrt {\dfrac {\lambda }{8}}}={\dfrac {Re\cdot k_{e}}{4\cdot R_{h}}}\cdot {\sqrt {\dfrac {\lambda }{8}}}={\dfrac {Re\cdot k_{e}}{d}}\cdot {\sqrt {\dfrac {\lambda }{8}}}}
där 
- Re* = Skrovlighetens reynoldstal (-)
- v* = Skjuvspänningshastighet (m/s)
- ke = Ekvivalent sandråhet (m)
- υ = Kinematisk viskositet (m²/s)
- τ0 = Skjuvspänning (Pa)
- ρ = Densitet (kg/m3)
- = Fluidens medelhastighet (m/s)
- λ = Friktionstal (-)
- Re = Reynolds tal (-)
- Rh = Hydraulisk radie (m)
- d = Ledningsdiameter (m)

Som framgår är skrovlighetens reynoldstal en funktion av de tre viktigaste parametrarna inom rörströmningen, nämligen friktionstalet, Reynolds tal och den relativa skrovligheten.

## Praktisk tillämpning
Skrovlighetens reynoldstal används för att skilja på hydraulisk glatta och hydrauliskt råa rör vid turbulent rörströmning. Om skrovlighetens reynoldstal är lägre än 4, betraktas rören som hydraulisk glatta. Om skrovlighetens reynoldstal är större än 60, så betraktas rören som hydraulisk råa. Däremellan finns övergångszon II. 
I de olika zonerna används helt olika formler för att beräkna friktionstalet (och därmed flödet).

## Förväxlingsrisk
Skrovlightens reynoldstal ska inte förväxlas med det likaledes dimensionslösa Reynolds tal, som ju ingår i beräkningen av skrovlighetenss reynoldstal. I ekvationer brukar skrovlighetens reynoldstal ofta betecknas Re* och Reynolds tal brukar betecknas Re (utan någon asterisk).